# آبروتسو
آبروتسو (ایتالیایی: Abruzzo؛ ‏ایتالیایی: [aˈbruttso]) یکی از ناحیه‌های ایتالیا است.